# Jorge Alegría Haya
Jorge Enrique Alegría Haya fue un político peruano. 
En 1966 fue elegido regidor por la Coalición APRA-UNO en la provincia de Coronel Portillo. En las elecciones de 1980 fue elegido como diputado por el departamento de Loreto y en las elecciones generales de 1985 fue elegido diputado por el departamento de Ucayali por el Partido Aprista Peruano durante el primer gobierno de Alan García Pérez. Tentó la reelección sin éxito en las elecciones de 1990.
Murió el 4 de noviembre del 2004 de un paro cardiaco en la ciudad de Pucallpa días después de haber sido nombrado secretario general del municipio del distrito de Yarinacocha, departamento de Ucayali.